# Szymon Pawelec
Szymon Jerzy Pawelec – polski prawnik, adwokat, doktor habilitowany nauk prawnych, profesor Uniwersytetu Warszawskiego, kierownik Katedry Międzynarodowego Postępowania Karnego WPiA UW; specjalista w zakresie postępowania karnego, przestępczości gospodarczej i skarbowej, sporów sądowych oraz prawa handlowego.

## Życiorys
Ukończył studia prawnicze na Wydziale Prawa i Administracji Uniwersytetu Warszawskiego i na Florida State University. W 2010 otrzymał na Wydziale Prawa i Administracji UW stopień naukowy doktora nauk prawnych w zakresie prawa. Tam też w 2016 na podstawie dorobku naukowego oraz rozprawy pt. Ochrona tajemnicy przedsiębiorstwa w prawie karnym materialnym i procesowym uzyskał stopień doktora habilitowanego nauk prawnych w dyscyplinie prawo, specjalność: postępowanie karne. W 2010 roku został adiunktem w Katedrze Postępowania Karnego Instytutu Prawa Karnego Wydziału Prawa i Administracji Uniwersytetu Warszawskiego, a po utworzeniu – w ramach tego Instytutu – Zakładu Międzynarodowego Postępowania Karnego, w tej jednostce. W 2019 został kierownikiem Zakładu Międzynarodowego Postępowania Karnego, przekształconego następnie w Katedrę Międzynarodowego Postępowania Karnego. Od 2010 do 2017 pełnił funkcje wicedyrektora, sekretarza, a następnie wiceprezesa Rady Naukowej Ośrodka Badawczego Adwokatury Naczelnej Rady Adwokackiej, wyróżniony m.in. Stypendium Fundacji na rzecz Nauki Polskiej. Od 2010 wykonuje zawód adwokata.

## Wybrane publikacje
- Karuzele VAT. Wybrane regulacje prawa karnego materialnego i procesowego (red.), Wolters Kluwer, Warszawa 2020

- Ochrona tajemnicy przedsiębiorstwa w prawie karnym materialnym i procesowym, C.H. Beck, Warszawa 2015
- Spółka kapitałowa jako pokrzywdzony w procesie karnym, Wolters Kluwer, Warszawa 2011
- „Przestępstwo manipulacji instrumentem finansowym (manipulacji na rynku) w perspektywie reguł prawa karnego międzyczasowego" [w:] Studia Prawnoustrojowe, t. 52, 2021
- „Corporate criminal liability in Polish law – new rules of proceedings, new prosecutorial powers" [w:] S. Żółtek, V. Vachev (red.), Theory and Practice of Criminal Law, Warszawa 2019
- „Transformacje oraz nabywanie spółek handlowych w świetle nowej ustawy o odpowiedzialności podmiotów zbiorowych – dalsza wybrana problematyka" [w:] Forum Prawnicze 6/2018
- „Łączenie, podział, przekształcanie i nabywanie spółek handlowych w świetle nowej Ustawy o odpowiedzialności podmiotów zbiorowych. Zagadnienia ogólne oraz instytucja podziału” [w:] Forum Prawnicze, nr 5/2018
- „Źródła prawa w orzecznictwie sądów karnych w sprawach gospodarczych" [w:] T. Giaro (red.), Źródła prawa. Teoria i praktyka, Warszawa 2016
- „Przeciwdziałanie praniu brudnych pieniędzy a tajemnica adwokacka”, [w:] M. Kolendowska-Matejczuk, K. Szwarc (red.) Wybrane aspekty nowelizacji prawa karnego, Biuro Rzecznika Praw Obywatelskich, Warszawa 2015
- „Implications of Enhanced Cooperation for the EPPO Model and Its Functioning” [w:] L. Erkelens i in. (red.), The European Public Prosecutor’s Office, Springer, Haga 2014
- „Dostępność kasacji dla stron postępowania karnego – dylemat przyjętego kompromisu z perspektywy czasu”, Palestra, nr 3-4/2013
- „Rozwiązanie i likwidacja spółki kapitałowej w świetle zarzutu przestępnego wyrządzenia spółce znacznej szkody majątkowej”, Palestra, nr 11–12/2012
- „Kontynuacja możliwości naprawienia szkody wobec podziału pokrzywdzonej spółki kapitałowej” [w:] Z. Ćwiąkalski, G. Artymiak (red.), Karnomaterialne i procesowe aspekty naprawienia szkody w świetle kodyfikacji karnych z 1997 roku i propozycji ich zmian, Warszawa 2010
- „Podmiotowe ograniczenia prawa poboru w spółce akcyjnej”, Przegląd Prawa Handlowego, nr 4/2007
- „Sea Transport of Radioactive Materials – Solving the Conflict within the International Law”, Przegląd Prawniczy Uniwersytetu Warszawskiego 2006, nr 1